# Orstom macmillani
Espèce
Orstom macmillani est une espèce d'araignées mygalomorphes de la famille des Barychelidae.

## Distribution
Cette espèce est endémique de Nouvelle-Calédonie. Elle se rencontre vers 1 300 m d'altitude sur le mont Panié.

## Description
La femelle holotype mesure 14 mm.

## Étymologie
Cette espèce est nommée en l'honneur de Lindsay Macmillan.

## Publication originale
- Raven, 1994 : Mygalomorph spiders of the Barychelidae in Australia and the Western Pacific. Memoirs of the Queensland Museum, vol. 35, no 2, p. 291-706 (texte intégral).